# طائفة تيجادة
طائفة تيجادة كانت مملكة طوائف إسلامية في العصور الوسطى بالأندلس، ولم تستمر إلا من عام 1146 إلى عام 1150 عندما ضمتها الخلافة الموحدية. كان مركزها في بلدة تيجادة الواقعة في مقاطعة برغش الحالية في شمال إسبانيا. كان يحكمها عائلة عربية من قبيلة بني الخزرج. وقد كانوا ينحدرون من نسل الصحابي أنس بن مالك.

## قائمة الأمراء

### سلالة الخزرج
- يوسف الخزرجي (في نيبلة 1145–؟): 1146–1150